# Bernhard Zimmermann (Informatiker)
Bernhard Zimmermann (* 1952 in Aalen) ist ein deutscher Informatiker sowie Kommunalpolitiker für Bündnis 90/Die Grünen. Er war 1998 bis 2018 Dekan des Fachbereichs Automatisierung und Informatik der Hochschule Harz in Wernigerode.
Bernhard Zimmermann wurde in Baden-Württemberg geboren und studierte von 1973 und 1978 Informatik an der Technischen Universität Berlin. Als Diplom-Informatiker promovierte er 1985 an der TU Berlin zum Doktor-Ingenieur. An genannter Technischen Universität war Bernhard Zimmermann bis 1990 wissenschaftlicher Assistent und Lehrkraft für besondere Aufgaben. Anschließend wurde er Projektleiter im Bereich der Software-Entwicklung bei der AEG Softwaretechnik Berlin. 1996 wechselte er nach Wernigerode an die Hochschule Harz (FH), wo er Professor für Sprachen und Compilerbau wurde. Von 1997 bis 1998 war er Vorsitzender des Prüfungsausschusses und von 1998 bis 2004 Mitglied des Konzils. Er gehörte 2002 bis 2016 zum Senat der Hochschule Harz und war von 1998 bis 2018 Mitglied der Haushalts- und Planungskommission.
Bernhard Zimmermann ist Vorstandsmitglied im MAHREG Sachsen-Anhalt Automotive e. V. und gehört der Association for Computing Machinery, der American Society for Engineering Education und der Gesellschaft für Informatik an.